# Hemisphaerius lunaris
Hemisphaerius lunaris är en insektsart som beskrevs av Walker 1870. Hemisphaerius lunaris ingår i släktet Hemisphaerius och familjen sköldstritar. Inga underarter finns listade i Catalogue of Life.